# Dioklész (történetíró)
Dioklész (Kr. e. 4. század vége – 3. század eleje) Peparethosz szigetéről származó görög történetíró, aki a második pun háború (Kr.e. 218-201) idején élt és alkotott.
Munkásságáról annyit tudni, hogy megírta Perzsia történetét és elkészítette Róma mítoszokon alapuló korai történetét. Ez utóbbinak tartalmáról vázlatos képet alkothatunk Plutarkhosz jóvoltából, aki Quintus Fabius Pictor közvetítésével Dioklész művét használta fel a Párhuzamos életrajzok Romulusról szóló fejezetében:
De a leghihetőbb és legbizonyíthatóbb történet vázlatát először a peparéthoszi Dioklész adta elő a görögöknek. Nagyjában őt követi Fabius Pictor is. […] Ezeket az eseményeket főleg Fabius és a peparéthoszi Dioklész beszéli el. Valószínűleg ez a Dioklész írta meg először Róma alapításának történetét. Elbeszélését drámai és meseszerű előadása miatt sokan hitetlenkedéssel fogadják – pedig nincs értelme a hitetlenkedésnek, ha meggondoljuk, hogy milyen nagy költő maga a sors, és hogy Róma sem juthatott volna a hatalom ilyen fokára, ha már eredetében nem lett volna valami isteni, nagy és rendkívüli.
Plutarkhosz tehát úgy véli, Dioklész írhatta az első történeti művet Rómáról.
Dioklész forrásai nem ismertek. Elképzelhető, hogy római forrásokról és hagyományokról is tudomása volt. Egy Khiosz szigetén talált felirat arra enged következtetni, hogy valamivel Kr. e. 200 után a görögök már ismerték Romulus és Remus történetét.
Dioklész korában ismert személyiség lehetett, de életéről szinte semmi nem maradt ránk. Csak azt tudjuk róla, hogy nem kedvelte, és talán nem is fogyasztotta a bort. Naukratiszi Athénaiosz említi ezt a Római Birodalom hellenisztikus irodalmi köreinek életéről szóló, a Kr. u. 3. század elején írt művének (Deipnosophistae) második könyvében a borivásról szóló megjegyzések között, forrásként egy a Kr. e. 2. században élt görög nyelvészre hivatkozva: „Szkepsziszi Démétriosz mondja, hogy Peparethoszi Dioklész a halála napjáig hideg vizet ivott.”